# Michał Rola-Żymierski
 (septembre 2014).
Michał Rola-Żymierski (né le 4 septembre 1890 à Cracovie et mort le 15 octobre 1989 à Varsovie) est un membre de haut rang du Parti communiste polonais et un commandant militaire, également agent secret du NKVD. Il est fait maréchal de Pologne par ordre de Joseph Staline en 1945.

## Biographie

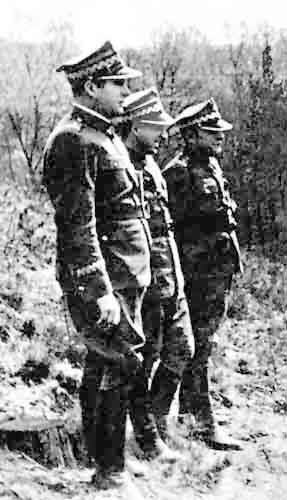
Les généraux Karol Świerczewski, Marian Spychalski et Michał Rola-Żymierski près du Neisse.

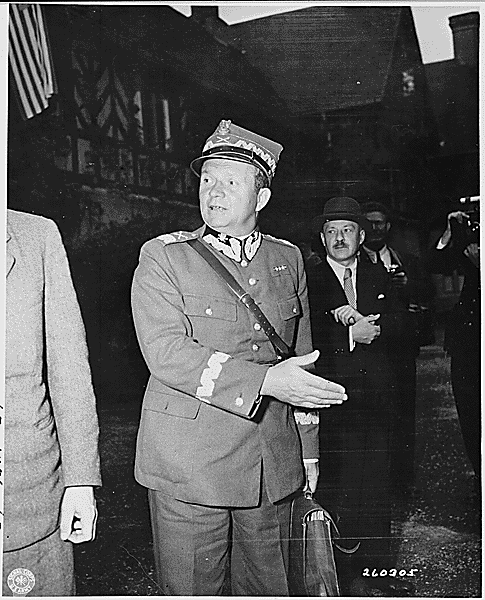
Le maréchal Rola-Żymierski durant la conférence de Potsdam en Allemagne, 1945.

En 1910, il entame des études à la faculté de droit de l'université Jagellonne de Cracovie. En 1914, il rejoint les légions polonaises et combat avec distinction sur la plupart des champs de bataille austro-hongrois les plus importants du front de l'Est. Après la crise du serment de 1917 (conflit politique entre l'Autriche-Hongrie-Allemagne et les Légions polonaises, qui après la défaite russe dans la Grande Guerre n'étaient plus en mesure de garantir l'indépendance du Royaume de Pologne, créée par l'Acte du 5 novembre 1916), il se retire de l'armée austro-hongroise et retourne à Cracovie, où il termine ses études de droit et sort diplômé de l'École de commerce de Cracovie.
En 1918, il rejoint la nouvelle armée polonaise et prend part à la guerre soviéto-polonaise. Il commande initialement la IIe brigade d'infanterie avant d'être promu commandant de la prestigieuse 2e division d'infanterie de légions polonaises. Après la guerre, il est envoyé à Paris, où il sort diplômé de l'École spéciale militaire de Saint-Cyr. À son retour, il est promu au grade de général. Żymierski sert alors à Varsovie en tant que chef adjoint de l'administration de l'armée polonaise. Pendant le coup d'État de 1926, il combat du côté de l'armée loyale au gouvernement qui sera déchu. En 1927, il est traduit en cour martiale et condamné sur des accusations de corruption et de détournement de fonds controversés, et est rétrogradé au grade soldat de première classe, expulsé de l'armée et condamné à 5 ans de prison.
Jusqu'à sa libération en 1931, son profil est examiné par les services de renseignement soviétiques et il devient secrètement membre du Parti communiste de Pologne. À la suite de la décision de Staline de dissoudre le Parti communiste polonais en 1938, Zymierski émigre en France. Cependant, peu de temps après le déclenchement de la Seconde Guerre mondiale, il retourne en Pologne et devient agent secret du NKVD, comme l'a révélé d'abord Józef Światło (en), engagé dans les relations avec la Gestapo, et en 1943 sur ordre soviétique, il est nommé commandant adjoint de la Gwardia Ludowa (Garde populaire, mouvement de résistance armé communiste pro-soviétique) puis en 1944 commandant de l'Armia Ludowa. Il est ensuite promu à nouveau par le Comité polonais de Libération nationale au grade de général et devient le commandant en chef de l'Armée polonaise de l'Est luttant aux côtés de l'Union soviétique. Il est ministre de la Défense dans le gouvernement provisoire de la République de Pologne (Rząd Tymczasowy Rzeczypospolitej Polskiej) de janvier à juin 1945. Le 3 mai 1945, par ordre de Staline, il est promu au grade de maréchal de Pologne.
En 1946, Zymierski prend la tête de la Commission de sûreté de l'État. Il est alors responsable de la répression contre les anciens combattants de la résistance, membres du 2e Corps d'armée polonais (plus communément Armée polonaise de l'Ouest) et les politiciens non-communistes, ainsi que l'utilisation de l'armée polonaise contre l'organisation anti-communiste Zrzeszenie Wolność i Niezawisłość WiN (Liberté et Indépendance), mais aussi de la déportation des citoyens ukrainiens hors de Pologne lors de l'opération Vistule. Jusqu'en 1949, il occupe également le poste de ministre de la Défense nationale. Cette année-là, il est remplacé par le maréchal soviétique d'origine polonaise Konstantin Rokossovski, qui est fait maréchal de Pologne et tient son poste jusqu'en 1956. En raison de purges staliniennes organisées en Pologne par Bolesław Bierut, Zymierski est arrêté en 1952, mais est libéré en 1955 sans aucune charge. Il est réhabilité par le gouvernement polonais en 1956.
Après la fin du stalinisme en Pologne, il occupe divers postes, y compris la tête de la Banque nationale de Pologne (entre 1956 et 1967), la direction d'honneur de la ZBoWiD (Związek Bojowników o Wolność i Demokrację, Société des combattants de la liberté et de la démocratie, une organisation d'anciens combattants polonais). Il a également été membre du Parti ouvrier unifié polonais et après l'instauration de la loi martiale par Wojciech Jaruzelski, il est également devenu membre de son Comité central et du Front d'unité nationale.
Zymierski est mort à Varsovie le 15 octobre 1989. Il était le dernier officier vivant à ce jour à posséder le grade de maréchal de Pologne.

## Récompenses et distinctions

### Polonaises
- Ordre des Bâtisseurs de la Pologne Populaire (1970)
- Ordre militaire de Virtuti Militari
- Commandeur de l'Ordre Polonia Restituta
- Ordre de la Croix de Grunwald, 1re classe
- 4 Croix de la Valeur
- Ordre de la Bannière du Travail, 1re classe
- Croix du Partisan (1946)
- Médaille du 30e anniversaire de la Pologne Populaire
- Médaille du 40e anniversaire de la Pologne Populaire
- Médaille pour Varsovie 1939-1945
- Médaille pour Odra, Nysa, et la Baltique
- Médaille de la Victoire et de la Liberté 1945
- Médaille pour Participation dans la Lutte pour la Défense du Pouvoir Populaire
- Médaille Rodła
- Médaille « Pour les Contributions à la Défense Nationale »
- Insigne du blessé

### Étrangères
- Ordre de la Victoire no 17 (URSS)
- Ordre de Lénine (URSS)
- Ordre de l'Amitié des peuples (URSS)
- Commandant en chef de la Legion of Merit (États-Unis, décernée personnellement par Eisenhower à Francfort-sur-le-Main en 1945)
- Chevalier de la Légion d'honneur (France)
- Ordre du Lion blanc, 1re classe (Tchécoslovaquie)
- Ordre du Héros national (Yougoslavie)
- Médaille du jubilé « Vingt ans de la Victoire dans la Grande guerre patriotique 1941-1945 » (URSS)
- Médaille du jubilé « Trente ans de la Victoire dans la Grande guerre patriotique 1941-1945 » (URSS)
- Médaille du jubilé « Quarante ans de la Victoire dans la Grande guerre patriotique 1941-1945 » (URSS)